# Darkbloom
Darkbloom è il sesto album in studio del gruppo musicale statunitense We Came as Romans, pubblicato nel 2022.

## Tracce
1. Darkbloom – 3:48
2. Plagued – 3:29
3. Black Hole (featuring Caleb Shomo) – 3:00
4. Daggers (featuring Zero 9:36) – 3:13
5. Golden – 3:39
6. One More Day – 4:28
7. Doublespeak – 3:30
8. The Anchor – 3:35
9. Holding the Embers – 4:13
10. Promise You – 3:47

## Formazione
- David Stephens – voce
- Kyle Pavone – tastiera (postumo)
- Joshua Moore – chitarra, cori
- Lou Cotton – chitarra
- Andy Glass – basso, cori
- David Puckett – batteria, percussioni